# Plaisance av Antiochia
Plaisance av Antiochia, född 1235, död 1261, var drottning av Cypern och gift med kung Henrik I av Cypern. Hon var Cyperns regent, samt regent över vad som återstod av riket Jerusalem, som förmyndare för sin son Hugo II av Cypern 1253-1261.